# 222
| 222                |
| ------------------ |
| Dødsfald - Fødsler |
|                    |

| Gregoriansk kalender | 222 CCXXII              |
| Ab urbe condita      | 975                     |
| Armensk kalender     | I/T                     |
| Kinesiske kalender   | 2918 – 2919 辛丑 – 壬寅 |
| Etiopisk kalender    | 214 – 215               |
| Jødisk kalender      | 3982 – 3983             |
| Hindukalendere       |                         |
| - Vikram Samvat      | 277 – 278               |
| - Shaka Samvat       | 144 – 145               |
| - Kali Yuga          | 3323 – 3324             |
| Iransk kalender      | 400 BP – 399 BP         |
| Islamisk kalender    | 413 BH – 411 BH         |

Se også 222 (tal)

## Begivenheder
- 14. oktober - Kejser Alexander Severus lader pave Calixtus styrte i havet, hvor han drukner

## Dødsfald
- Den romerske kejser Heliogabalus døde af drukning.
- Zhang Fei – kinesisk general